# Alexandra Májová
Alexandra Májová (roz. Hetmerová) (*30. 4. 1986, Kroměříž) je česká ilustrátorka, výtvarnice, animátorka, scenáristka a režisérka.

## Biografie
Vystudovala animaci na FAMU. V rámci studia byla na stáži na Estonské akademii umění v Tallinnu (Estonian Academy of Arts in Tallinn). Byla součástí programovém oddělení Mezinárodního festivalu animovaných filmů Anifilm.

## Tvorba
Spolu se svým manželem Martinem Májem tvoří autorskou dvojicí Májovi studio, které se zabývá tvorbou animací.

## Filmografie a další umělecká tvorba

### Filmografie
- krátkometrážní film Pračka (anglicky Washing Machine, 2020) – režie, scénář, námět, animace[4]
- série Mlsné medvědí příběhy (anglicky Hungry Bear Tales, 2019–2020) – režie, producent, scénář, námět, animace[5]
- Hurá na pohádky (anglicky Hooray! For Fairy Tales!, 2017–2019) – krátkometrážní film Hurá na borůvky (anglicky Blueberry Hunt, 2017)[6]
- krátkometrážní studentský film Mythopolis (2013) – kamera, režie, producent, scénář, námět, animace
- krátkometrážní studentský film Swimming Pool (2010) – režie, producent, scénář, námět, animace
- krátkometrážní studentský film Alergie (anglicky Allergy, 2007) – režie, producent, scénář, námět, animace
- krátkometrážní studentský film Vlna péče (anglicky Wave of Care, 2007) – režie, producent, scénář, námět, animace[7]

### Knižní tvorba a ilustrace
- Mlsné medvědí příběhy (vydání 2021; ISBN 978-80-908070-4-4) – spoluautorka[8]
- Jak se dělá umění (vydání 2020; ISBN 978-80-00-05792-7) – spoluautorka[9]